# 眠れない貴女へ
『眠れない貴女へ』（ねむれないあなたへ）は、NHK-FMで2013年4月7日から放送されているラジオ番組である。

## 概要
日曜日の深夜、新しい一週間を前に、疲れや憂鬱、不安で眠れない20代から50代の女性たちをターゲットに、音楽とトークで癒しながら、まるで女子会に参加しているようなくつろいだ気分になってもらう音楽番組である。
ゲストとのトーク、眠れるジャズ、クラシック音楽を含めたリクエストコーナーなども盛り込みつつ、全体を通してリラックスとエナジーチャージのひとときを送れるようにしている。女性をターゲットにした番組であるが、男性リスナーからの感想、メッセージも多く寄せられている。
年数回（御盆、年末年始、年度替わりなど）は、放送休止日（特番編成）や、過去回からのゲストコーナー部分のアンコール（投稿テーマの箇所のみ生放送、または直近の撮って出し）になる日、まれに生放送でもゲスト無しの日、ないしは特別編で2人のMCによる対談もある。
2016年5月14日には、福井県の複合施設「ハピリン」にて初の公開収録が行われた。

## 放送時間
- 毎週日曜日 23時30分 - 25時[2]

### 備考
日曜深夜は主に第1・3週を中心に放送設備点検（殆どはテレビ共用）のために放送休止となる都道府県があり、その場合は日曜付け最終番組になる。2022年度までは休止対象地区の宿直アナウンサーの生アナウンス（一部は録音した汎用版）だったが、2023年度からは休止対象地区の有無にかかわらず、東京で制作・録音した「一部地域で放送休止する」旨の汎用アナウンスが放送されている。

## パーソナリティ
以下の人物が交代で担当
- 村山由佳（作家・エッセイスト）[4][1]
- 和田明日香（食育インストラクター、2021年4月11日 - ）[1]

### 過去
- 奥野史子（スポーツ評論家、 - 2021年3月21日）[1]